# Église Saint-Léger de Fertans
Pour les articles homonymes, voir Église Saint-Léger et Saint-Léger.
L’église Saint-Léger de Fertans est une église située à Fertans dans le département français du Doubs.

## Histoire
L'église Saint-Maurice fait l’objet d’une inscription au titre des monuments historiques depuis le 21 juin 1988.

## Rattachement
L'église fait partie de la paroisse d'Amancey (dite paroisse du Plateau d'Amancey) qui est rattachée au diocèse de Besançon.

## Mobilier
L'église possède des éléments classés à titre objet aux monuments historiques :
- La dalle funéraire de Béatrix de la Palud-Varambon du XVIe siècle (Béatrix est morte en 1521) classée le 5 décembre 1908[3]
- La dalle funéraire de Henri de Scey, Seigneur de Fertans, du XVIe siècle (Henri est mort en 1544) classée le 5 décembre 1908[4]
- Une statue de Sainte-Sophie, du XVIe siècle classée le 8 septembre 1965[5]
- Une statue de Saint-Léger, du XVIIe siècle classée le 8 septembre 1965[6]
- Une chaire à prêcher, du XVIIIe siècle classée le 8 septembre 1965[7]
- Un Christ en croix, du XVIIIe siècle classé le 8 septembre 1965[8]